# Просигой
Просигой (на сръбски: Просигој) е сръбски княз от династията Властимировичи, управлявал преди 830 година.
Той е син на княз Радослав Вишеславич, когото наследява. Просигой умира около 830 година и е наследен от сина си Властимир.